# Nakaba Suzuki
Nakaba Suzuki (jap. 鈴木央 Suzuki Nakaba) (ur. 8 lutego 1977 w Sukagawie) – japoński mangaka publikujący w Shūkan Shōnen Jump, Shūkan Shōnen Sunday i Shūkan Shōnen Magazine.

## Życiorys
Urodził się 8 lutego 1977 w Sukagawie. Mangą zainteresował się po zakupie egzemplarza Dr. Slumpa Akiry Toriyamy. Inspirację dla niego stanowiły Kinnikuman, Pięść Gwiazd Północy i Dragon Ball. W 1994 roku zadebiutował mangą Special ‘95 Spring Special wydaną przez Shūeishę. W 2012 roku rozpoczął rysowanie mangi Seven Deadly Sins, za którą otrzymał nagrodę Kōdansha Manga.

## Dzieła
Lista mang:
- Rising Impact (1998–2002)
- Ultra Red (2002–2003)
- Boku to kimi no aida ni (2004–2006)
- Blizzard Axel (2005–2007)
- Kongō banchō (jap. 金剛番長) (2007–2010)
- Seven Deadly Sins (jap. 七つの大罪 Nanatsu no taizai) (2012–2020)

## Nagrody
- Nagroda Kōdansha Manga za Seven Deadly Sins w kategorii shōnen (2015)[4]